# Argenton (Lot-et-Garonne)
Cet article possède des paronymes, voir Argentan et Argentré.
Pour les articles homonymes, voir Argenton.
Argenton est une commune du Sud-Ouest de la France, située dans le département de Lot-et-Garonne, en région Nouvelle-Aquitaine.

## Géographie

### Localisation
Située dans les Landes de Gascogne, en landes de Lot-et-Garonne, la commune se trouve à 56 km au nord-ouest d'Agen, chef-lieu du département, à 15 km au sud-sud-ouest de Marmande, chef-lieu d'arrondissement et à 1,4 km au sud de Bouglon, chef-lieu de canton.

### Communes limitrophes
Argenton est limitrophe de six autres communes.
Les communes limitrophes sont  Bouglon, Grézet-Cavagnan, Guérin, Poussignac, Romestaing et Ruffiac.
|            | Guérin     | Bouglon         |
| Romestaing | Argenton   | Grézet-Cavagnan |
| Ruffiac    | Poussignac |                 |

### Hydrographie
L'Avance fait à peu près office de limite communale sud-est avec la commune de Grézet-Cavagnan.

### Climat
Pour des articles plus généraux, voir Climat de la Nouvelle-Aquitaine et Climat de Lot-et-Garonne.
Historiquement, la commune est exposée à un climat océanique aquitain.  
En 2020, Météo-France publie une typologie des climats de la France métropolitaine dans laquelle la commune est exposée à un climat océanique et est dans la région climatique Aquitaine, Gascogne, caractérisée par une pluviométrie abondante au printemps, modérée en automne, un faible ensoleillement au printemps, un été chaud (19,5 °C), des vents faibles, des brouillards fréquents en automne et en hiver et des orages fréquents en été (15 à 20 jours).
Pour la période 1971-2000, la température annuelle moyenne est de 13,5 °C, avec une amplitude thermique annuelle de 14,9 °C. Le cumul annuel moyen de précipitations est de 801 mm, avec 11,7 jours de précipitations en janvier et 6,7 jours en juillet. Pour la période 1991-2020, la température moyenne annuelle observée sur la station météorologique la plus proche, située sur la commune de Saint-Martin-Curton à 8,84 km à vol d'oiseau, est de 13,7 °C et le cumul annuel moyen de précipitations est de 867,2 mm,. Pour l'avenir, les paramètres climatiques de la commune estimés pour 2050 selon différents scénarios d’émission de gaz à effet de serre sont consultables sur un site dédié publié par Météo-France en novembre 2022.

## Urbanisme

### Typologie
Au 1er janvier 2024, Argenton est catégorisée commune rurale à habitat dispersé, selon la nouvelle grille communale de densité à sept niveaux définie par l'Insee en 2022.
Elle est située hors unité urbaine. Par ailleurs la commune fait partie de l'aire d'attraction de Marmande, dont elle est une commune de la couronne,. Cette aire, qui regroupe 48 communes, est catégorisée dans les aires de 50 000 à moins de 200 000 habitants,.

### Occupation des sols

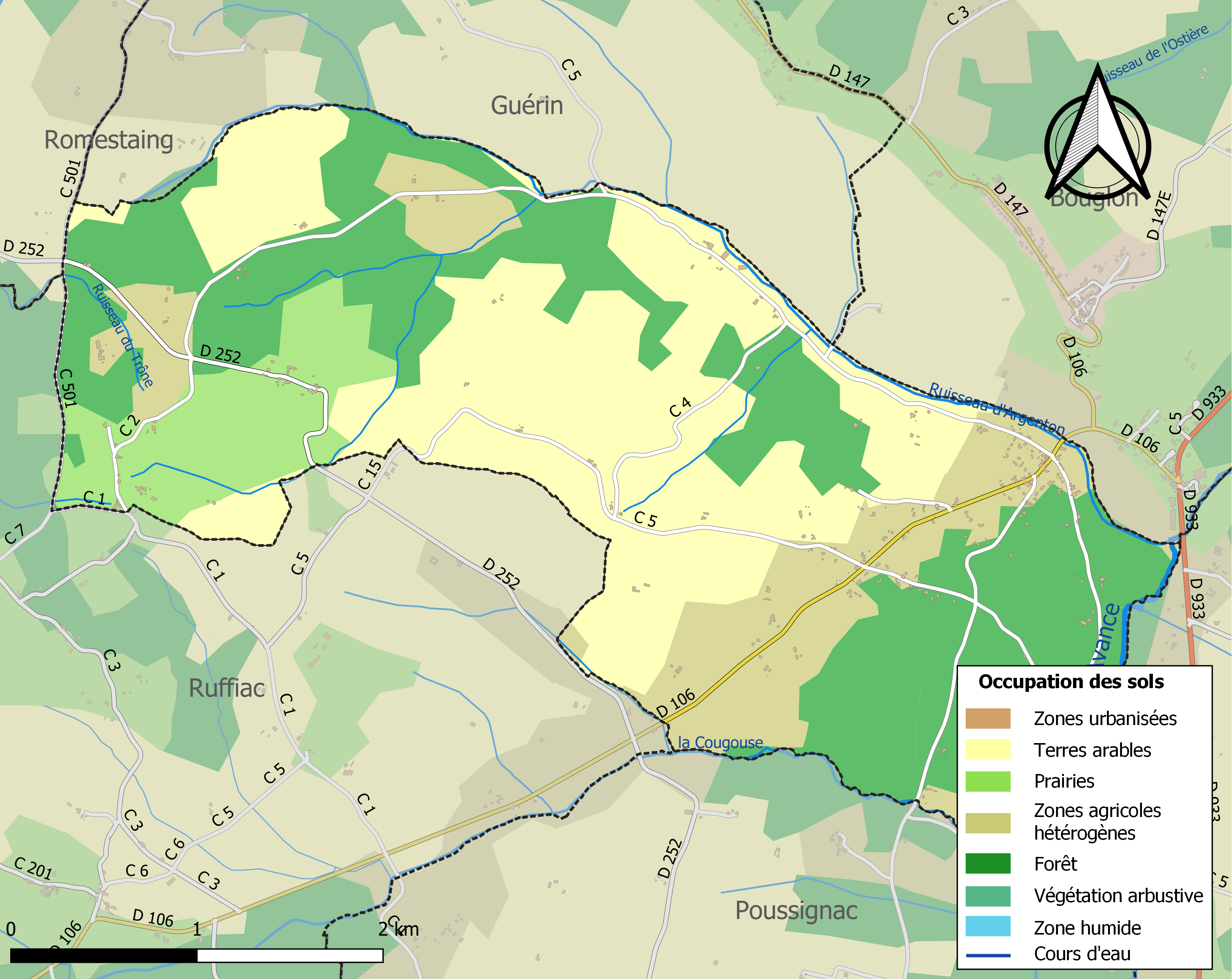
Carte des infrastructures et de l'occupation des sols de la commune en 2018 (CLC).

L'occupation des sols de la commune, telle qu'elle ressort de la base de données européenne d’occupation biophysique des sols Corine Land Cover (CLC), est marquée par l'importance des territoires agricoles (60,8 % en 2018), en diminution par rapport à 1990 (68 %). La répartition détaillée en 2018 est la suivante : 
forêts (39,2 %), terres arables (31,4 %), zones agricoles hétérogènes (17,6 %), prairies (9 %), cultures permanentes (2,9 %). L'évolution de l’occupation des sols de la commune et de ses infrastructures peut être observée sur les différentes représentations cartographiques du territoire : la carte de Cassini (XVIIIe siècle), la carte d'état-major (1820-1866) et les cartes ou photos aériennes de l'IGN pour la période actuelle (1950 à aujourd'hui).

### Voies de communications et transports
- Route départementale D 106 qui traverse le village et mène, vers le sud-ouest, à Ruffiac et, au-delà à Antagnac et, vers le nord-est, à la route départementale D 147 qui permet de rejoindre Bouglon vers le nord, ainsi qu'à la route départementale D 933 (Marmande au nord, Casteljaloux au sud).
- Autoroute A62, accès no 5, dit de Marmande, à 7,5 km vers le nord - nord-est et autoroute A65, accès no 1, dit de Bazas, à 32 km vers l'ouest - nord-ouest et no 2, dit de Captieux, à 33 km vers le sud-ouest.
- Gare de Marmande à 16 km vers le nord - nord-est.
- La ligne SNCF de Marmande à Mont-de-Marsan passant par Casteljaloux et fermée aux voyageurs en 1938 et aux marchandises en 1971, traverse l'est du territoire communal.

### Risques majeurs
Le territoire de la commune d'Argenton est vulnérable à différents aléas naturels : météorologiques (tempête, orage, neige, grand froid, canicule ou sécheresse), inondations, mouvements de terrains et séisme (sismicité très faible). Un site publié par le BRGM permet d'évaluer simplement et rapidement les risques d'un bien localisé soit par son adresse soit par le numéro de sa parcelle.
Certaines parties du territoire communal sont susceptibles d’être affectées par le risque d’inondation par une crue à  débordement lent de cours d'eau, notamment l'Avance . La commune a été reconnue en état de catastrophe naturelle au titre des dommages causés par les inondations et coulées de boue survenues en 1982, 1983, 1989, 1999, 2007, 2009 et 2018,.
Les mouvements de terrains susceptibles de se produire sur la commune sont des tassements différentiels.

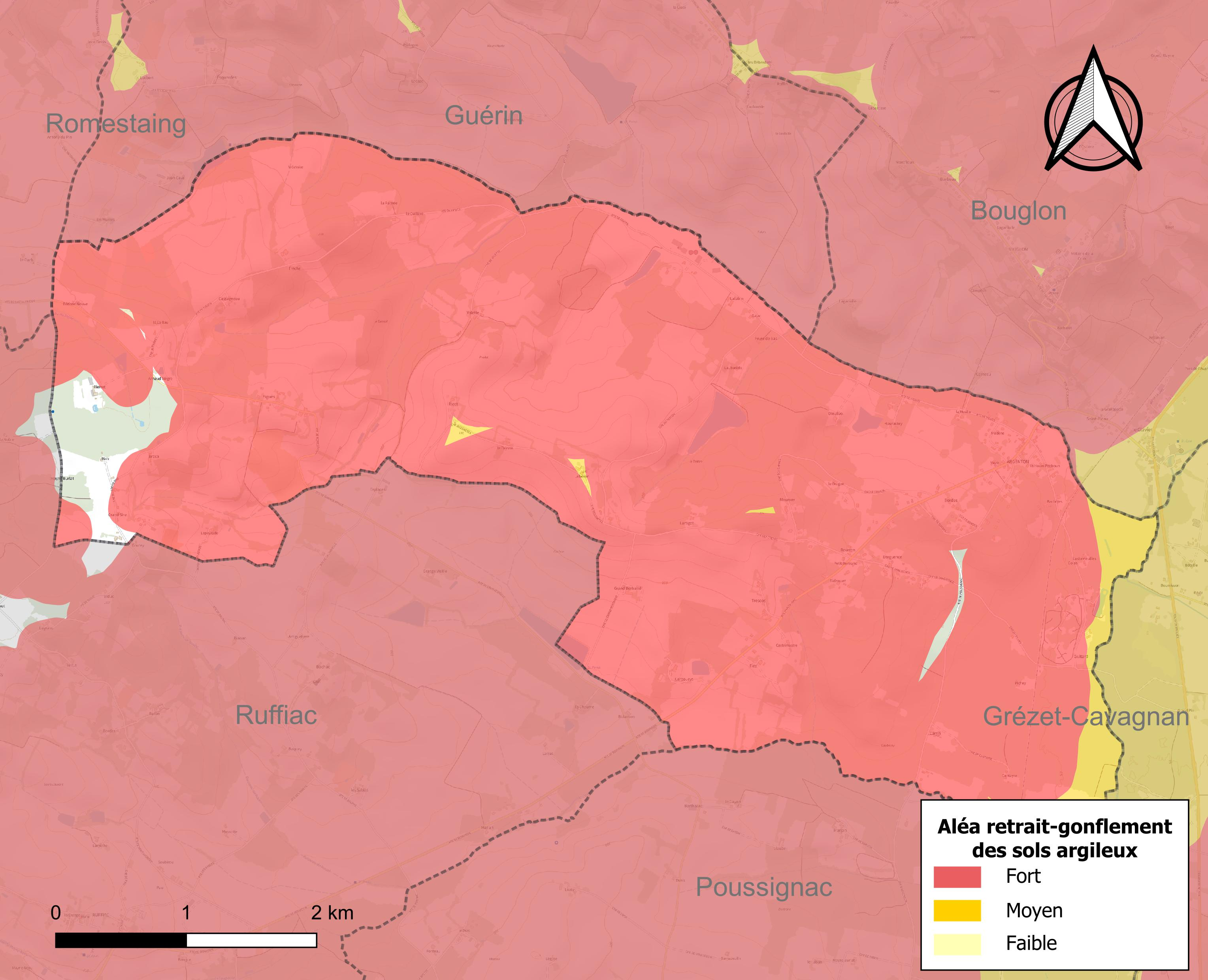
Carte des zones d'aléa retrait-gonflement des sols argileux d'Argenton.

Le retrait-gonflement des sols argileux est susceptible d'engendrer des dommages importants aux bâtiments en cas d’alternance de périodes de sécheresse et de pluie. 97 % de la superficie communale est en aléa moyen ou fort (91,8 % au niveau départemental et 48,5 % au niveau national). Depuis le 1er octobre 2020, en application de la loi ELAN, différentes contraintes s'imposent aux vendeurs, maîtres d'ouvrages ou constructeurs de biens situés dans une zone classée en aléa moyen ou fort,.
Concernant les mouvements de terrains, la commune a été reconnue en état de catastrophe naturelle au titre des dommages causés par la sécheresse en 2003, 2009 et 2017 et par des mouvements de terrain en 1999.

## Toponymie
La commune, appelée Argentem en 1289, tiendrait son nom du latin argentum, « argent », accompagné du mot gaulois magos. Le mot gaulois magos a d'abord désigné un simple champ, puis un champ de foire, un marché et enfin le village ou la ville qui se développe autour de ce marché.
En gascon, la graphie du nom de la commune est identique.
Ses habitants sont appelés les Argentonnais.

## Politique et administration
| Période                                  | Période   | Identité           | Étiquette | Qualité |
| ---------------------------------------- | --------- | ------------------ | --------- | --- |
| juin 1995                                | mars 2001 | Jean-Marie Claudin |           | |
| mars 2001                                | En cours  | Raymond Girardi    | PCF       | Agriculteur, président de la CC des Coteaux et des Landes de Gascogne depuis 2001, conseiller général du canton de Bouglon (22 mars 1998-2015), conseiller départemental du canton des Forêts de Gascogne (2015-2021), Vice-Président du MODEF depuis 2019 |
| Les données manquantes sont à compléter. |           |                    |           | |

## Démographie
L'évolution du nombre d'habitants est connue à travers les recensements de la population effectués dans la commune depuis 1800. Pour les communes de moins de 10 000 habitants, une enquête de recensement portant sur toute la population est réalisée tous les cinq ans, les populations de référence des années intermédiaires étant quant à elles estimées par interpolation ou extrapolation. Pour la commune, le premier recensement exhaustif entrant dans le cadre du nouveau dispositif a été réalisé en 2004.

En 2022, la commune comptait 316 habitants, en évolution de +1,61 % par rapport à 2016 (Lot-et-Garonne : −0,18 %, France hors Mayotte : +2,11 %).
| 1800 | 1806 | 1821 | 1831 | 1836 | 1841 | 1846 | 1851 | 1856 |
| ---- | ---- | ---- | ---- | ---- | ---- | ---- | ---- | ---- |
| 609  | 550  | 554  | 632  | 612  | 666  | 677  | 625  | 628  |

| 1861 | 1866 | 1872 | 1876 | 1881 | 1886 | 1891 | 1896 | 1901 |
| ---- | ---- | ---- | ---- | ---- | ---- | ---- | ---- | ---- |
| 585  | 589  | 597  | 574  | 552  | 519  | 507  | 476  | 504  |

| 1906 | 1911 | 1921 | 1926 | 1931 | 1936 | 1946 | 1954 | 1962 |
| ---- | ---- | ---- | ---- | ---- | ---- | ---- | ---- | ---- |
| 467  | 471  | 387  | 390  | 428  | 432  | 425  | 352  | 350  |

| 1968 | 1975 | 1982 | 1990 | 1999 | 2004 | 2006 | 2009 | 2014 |
| ---- | ---- | ---- | ---- | ---- | ---- | ---- | ---- | ---- |
| 307  | 298  | 258  | 269  | 268  | 264  | 265  | 324  | 318  |

| 2019 | 2022 | - | - | - | - | - | - | - |
| ---- | ---- | - | - | - | - | - | - | - |
| 324  | 316  | - | - | - | - | - | - | - |

## Culture locale et patrimoine

### Lieux et monuments
- L'église Saint-Étienne, d'origine romane du XIIe siècle et située à l'extrémité est du bourg, a été modifiée de façon importante au XVe ou XVIe siècle ; de cette époque, elle a conservé une façade occidentale imposante et un portail remarquable[27] ; elle est inscrite au titre des monuments historiques en 1957[28].
- L'église Notre-Dame de Figuès, dans le sud-ouest de la commune, construite au XVIe siècle et de style gothique a des dimensions peu usuelles : pouvant contenir jusqu'à 1 500 personnes, cela lui a valu d’être comparée à « un vaisseau échoué dans les terres »[29].

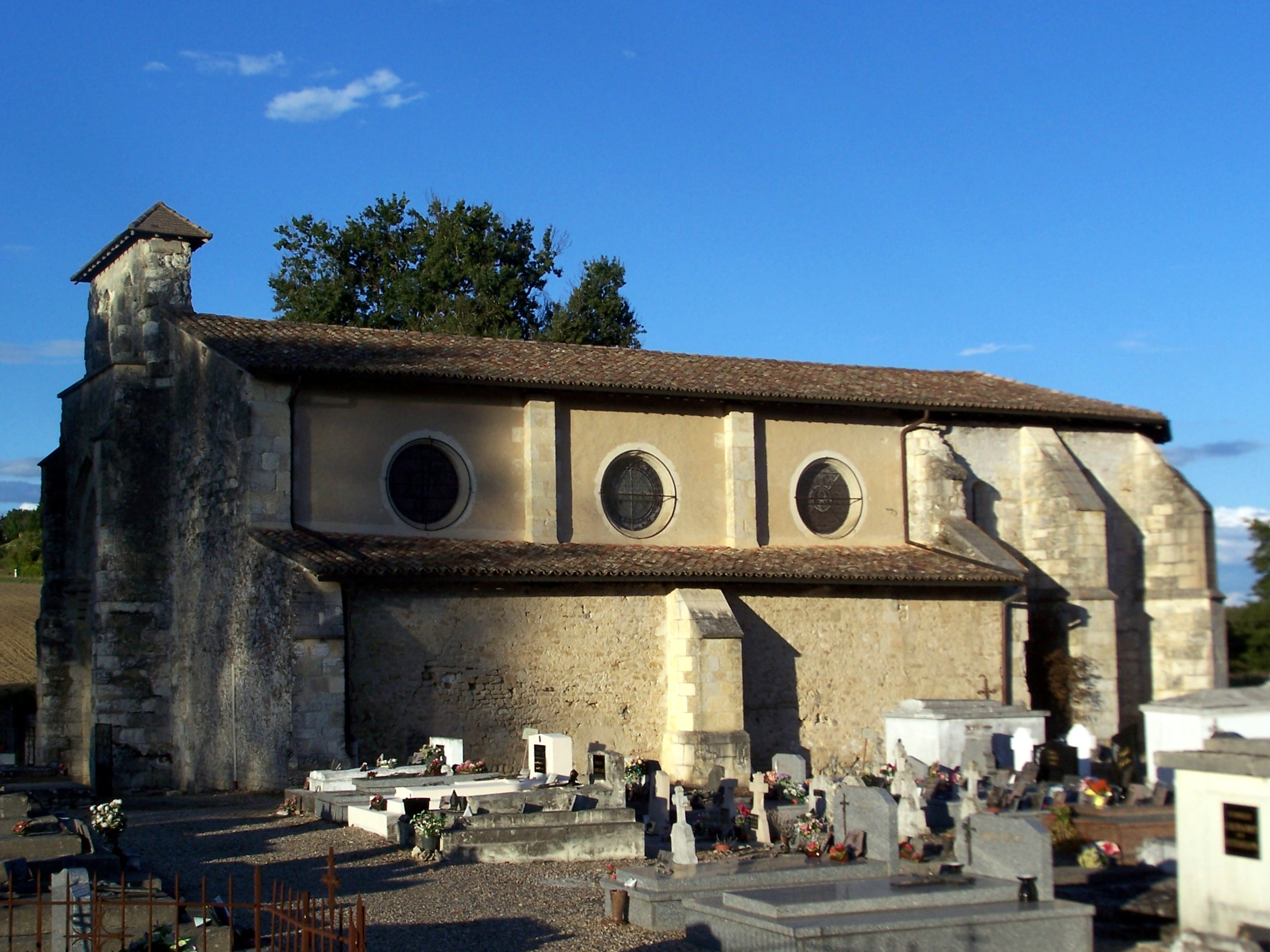
L'église Saint-Étienne (sept. 2014).
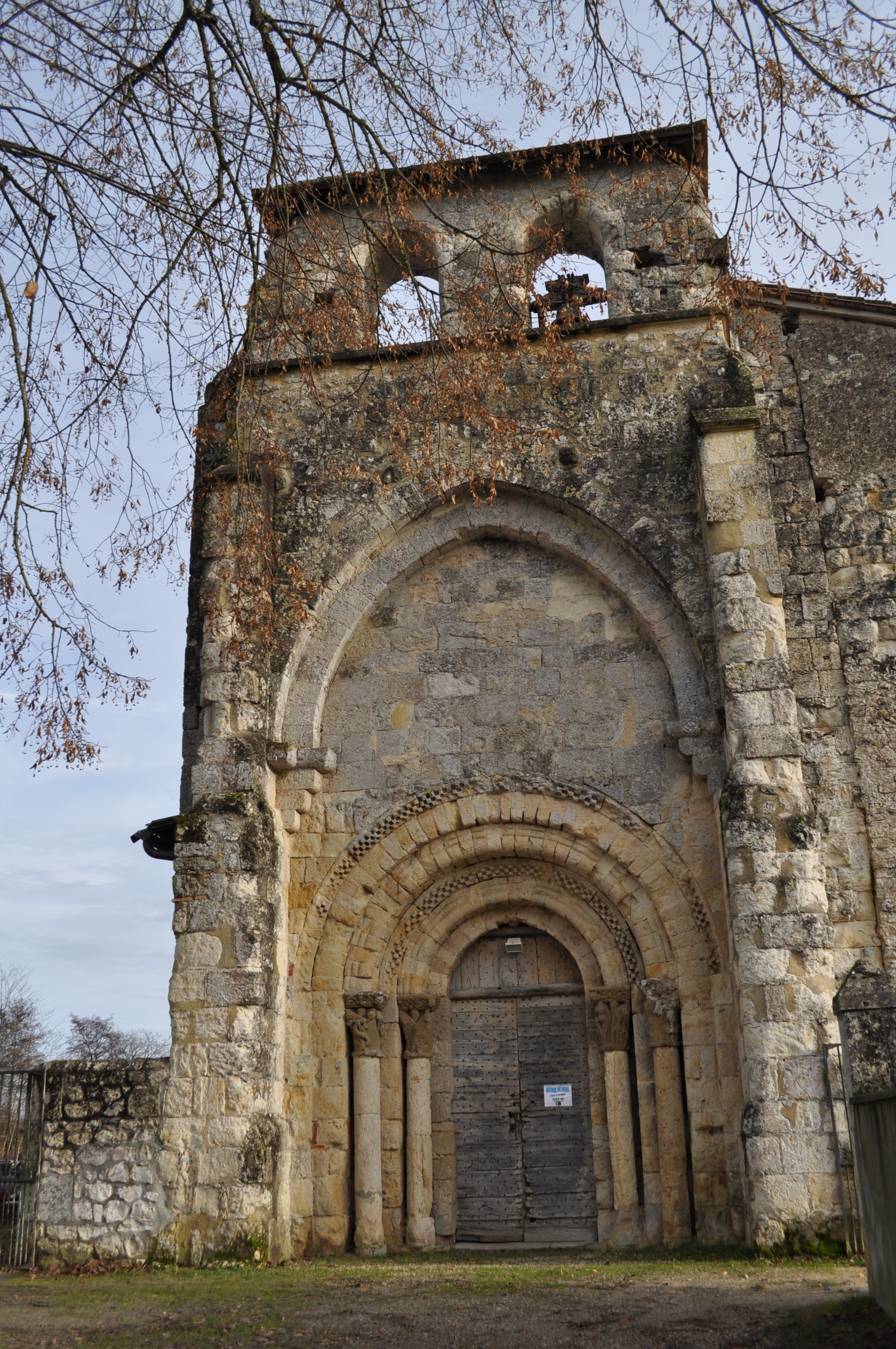
L'imposante façade de l'église Saint-Étienne (janv. 2014).
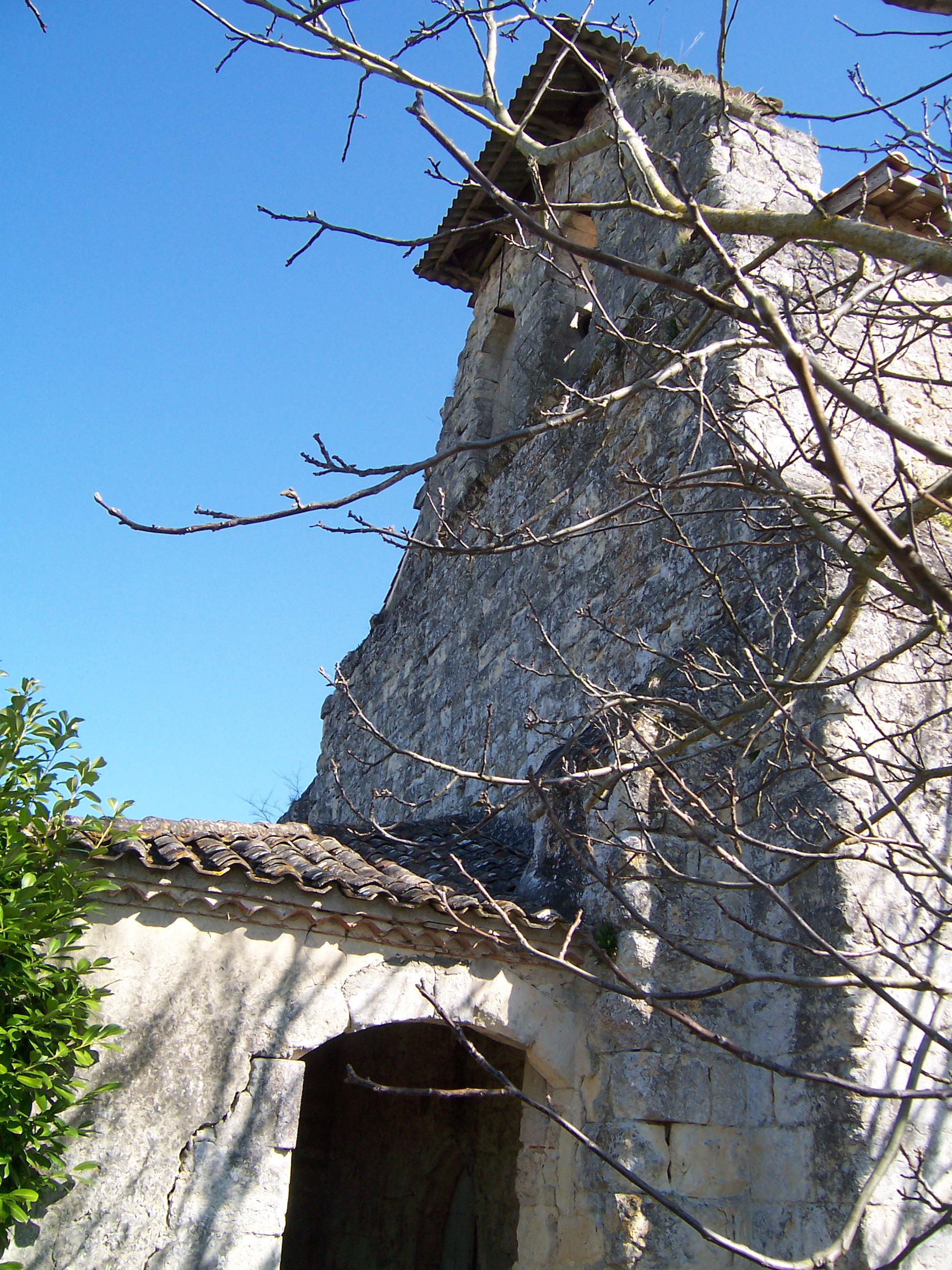
L'église Notre-Dame de Figuès (janv. 2003).
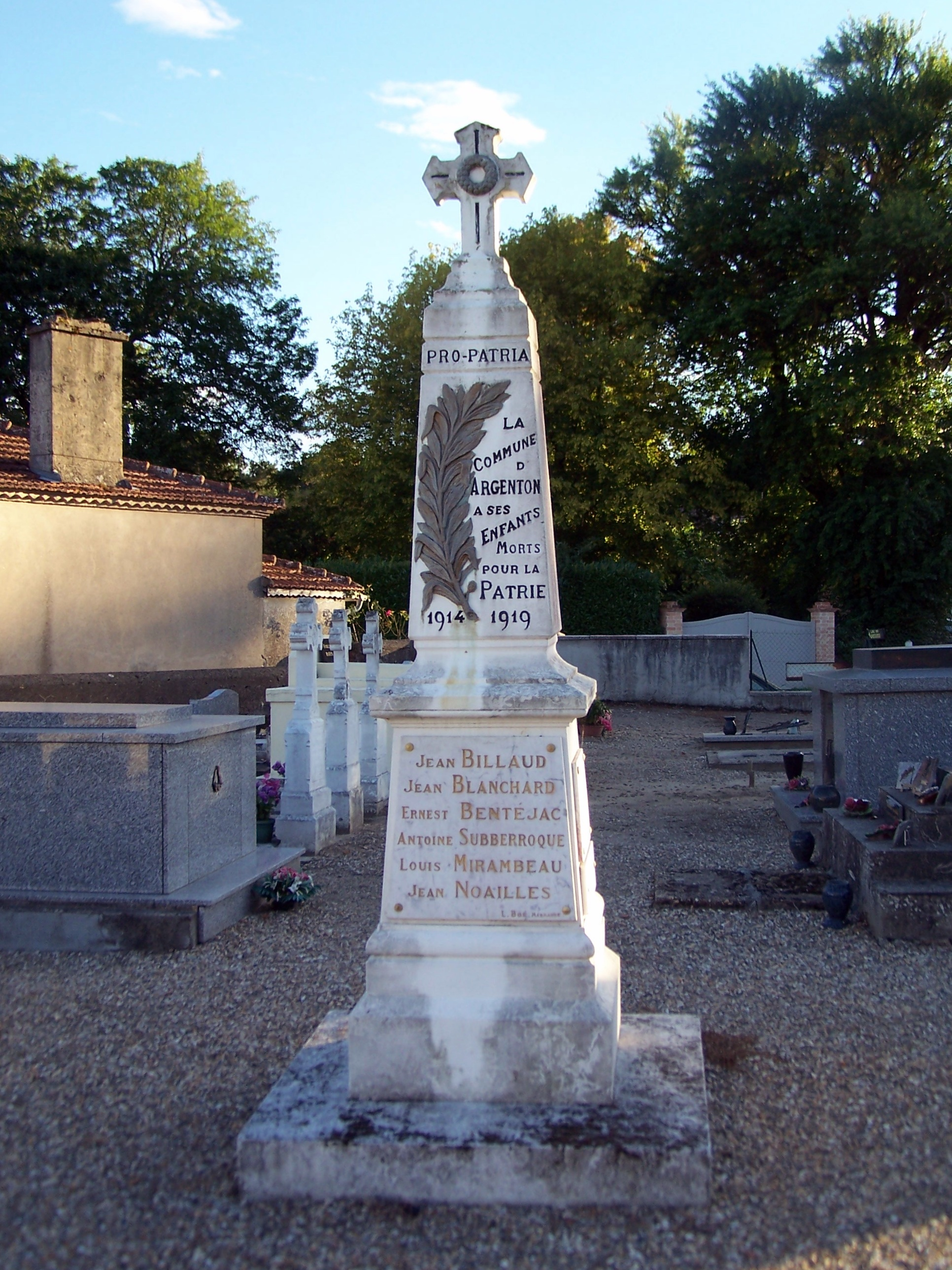
Le monument aux morts dans le cimetière de l'église Saint-Étienne (sept. 2014).